# Elizabeth Wagner Reed
Elizabeth Wagner Reed (27 de agosto de 1912 - 14 de julio de 1996) fue una genetista estadounidense y una de las primeras científicas en trabajar en la especiación de la Drosophila. Impartió cursos de estudios de la mujer y tenía especial interés en la investigación destinada a recuperar la historia de las mujeres científicas del siglo XIX. Nacida en Filipinas de una enfermera de Irlanda del Norte y un funcionario estadounidense, creció en Carroll, Ohio. Tras obtener una licenciatura, un máster y un doctorado en la Universidad Estatal de Ohio, se convirtió en profesora interesada en la genética. En la década de 1940, trabajó con su marido en genética vegetal en la Estación Experimental Agrícola de Texas. Después de que él muriera en combate durante la Segunda Guerra Mundial, ella regresó a Ohio y realizó estudios sobre la penicilina en la Fundación de Investigación del Estado de Ohio.
Tras un segundo matrimonio con Sheldon C. Reed, la pareja se convirtió en socios de investigación, primero en la Universidad de Harvard y desde 1947 en el Instituto Dight de Genética Humana de la Universidad de Minnesota. Como su marido dirigía el instituto, que tenía normas contra el nepotismo, aunque ella tenía un puesto de trabajo en el instituto, Reed no figuró como personal hasta la década de 1970. Fue una de las pocas mujeres que realizó trabajos pioneros en genética. Sus estudios se centraron primero en la evolución de las especies, para lo cual realizó análisis estadísticos y comparaciones de diferencias mínimas en el género de moscas Drosophila. Más tarde, cuando el interés de la pareja se trasladó a la genética humana, los Reed publicaron trabajos sobre trastornos y enfermedades congénitas. Eran partidarios de un asesoramiento genético basado en la comprensión de cómo se producían esos trastornos, especialmente en relación con la planificación familiar.
Además de su trabajo genético, Reed escribió sobre el sexismo hacia las mujeres científicas. Activa defensora de los derechos de la mujer, no sólo se esforzó por orientar a otras mujeres en la profesión, sino por recuperar las historias de las científicas. Su libro American Women in Science before the Civil War (1992), recuperó las contribuciones y biografías de veintidós mujeres que publicaron en el ámbito científico antes de la guerra civil estadounidense. Entre ellas estaban Eunice Newton Foote y Mary Amelia Swift. El legado de la propia Reed quedó oscurecido por el protagonismo de su marido, hasta que sus aportaciones fueron recuperadas por Marta Velasco Martín en 2020.

## Primeros años y educación

Mapa de la isla de Luzón

Elizabeth Cleland Wagner nació el 27 de agosto de 1912 en Baguio, en la isla de Luzón, en Filipinas, hija de Catherine (de soltera Cleland) y John O. Wagner. Su madre era de Killyleagh, Irlanda del Norte, pero trabajaba como enfermera y formadora de enfermeras en Filipinas cuando conoció a su marido. Su padre sirvió en la guerra hispanoamericana y luego trabajó en varios puestos del servicio civil durante el período en que Filipinas era un territorio no incorporado de los Estados Unidos, entre ellos como intérprete de la corte y secretario del Gobernador de la Provincia de la Montaña en Luzón. Su único hermano murió en la infancia. En 1917, la familia regresó al estado natal de Wagner, Ohio, y se estableció en el condado de Fairfield, donde su padre explotaba un huerto de frutas.
Wagner creció cerca de Carroll, Ohio, y se graduó en el instituto de Canal Winchester. A partir de 1930, amplió sus estudios en la Universidad Estatal de Ohio, especializándose en botánica. Destacó en sus estudios y en su segundo año obtuvo las mejores notas de su clase. Se graduó con honores y fue elegida miembro de la sociedad académica de honor Phi Beta Kappa, en 1933. Con el apoyo de la Escuela de Graduados del Estado de Ohio, Wagner obtuvo un máster en 1934 y un doctorado en 1936. Tras su graduación, en 1937 restudios adicionales sobre investigación de plantas, con financiación proporcionada por la empresa de pinturas Sherwin-Williams. Debido a los prejuicios contra las mujeres, se le dijo a Wagner que debía publicar sus investigaciones utilizando sólo sus iniciales. Así, su tesis, Effects of Certain Insecticides and Inert Materials upon the Transpiration Rate of Bean Plants (Efectos de ciertos insecticidas y materiales inertes en la tasa de transpiración de las plantas de frijol), publicada en 1939, apareció con el nombre de E. C. Wagner.

## Carrera profesional

### Carrera docente temprana (1938-1943)
Tras completar sus estudios, Wagner fue contratada como profesora de biología y química en el Atlantic Christian College de Wilson, Carolina del Norte. En 1938, fue ascendida a directora del departamento de biología de la escuela y trabajó allí hasta su matrimonio en 1940. Wagner se casó el 17 de septiembre de 1940 con James O. Beasley, un pionero de la genética vegetal. Tras su matrimonio, la pareja se trasladó a College Station, Texas, donde ambos trabajaron en la Estación Experimental Agrícola de Texas. Beasley fue reclutado para luchar en la Segunda Guerra Mundial en 1942, poco después de que Wagner publicara su segundo artículo y justo antes del nacimiento de su hijo John en abril. Poco después, Beasley desapareció en combate y Wagner se puso en contacto con su amigo, Sheldon C. Reed, para ver si tenía alguna información. Regresó a Ohio con su hijo y vivió con sus padres durante este tiempo, mientras trabajaba en estudios sobre la penicilina en la Fundación de Investigación del Estado de Ohio. A Wagner la notificaron en noviembre de 1943, que Beasley había muerto en acción, en septiembre de 1943 en Italia. Posteriormente se le concedió el Corazón Púrpura.

### Trabajos de genética (1944-1966)

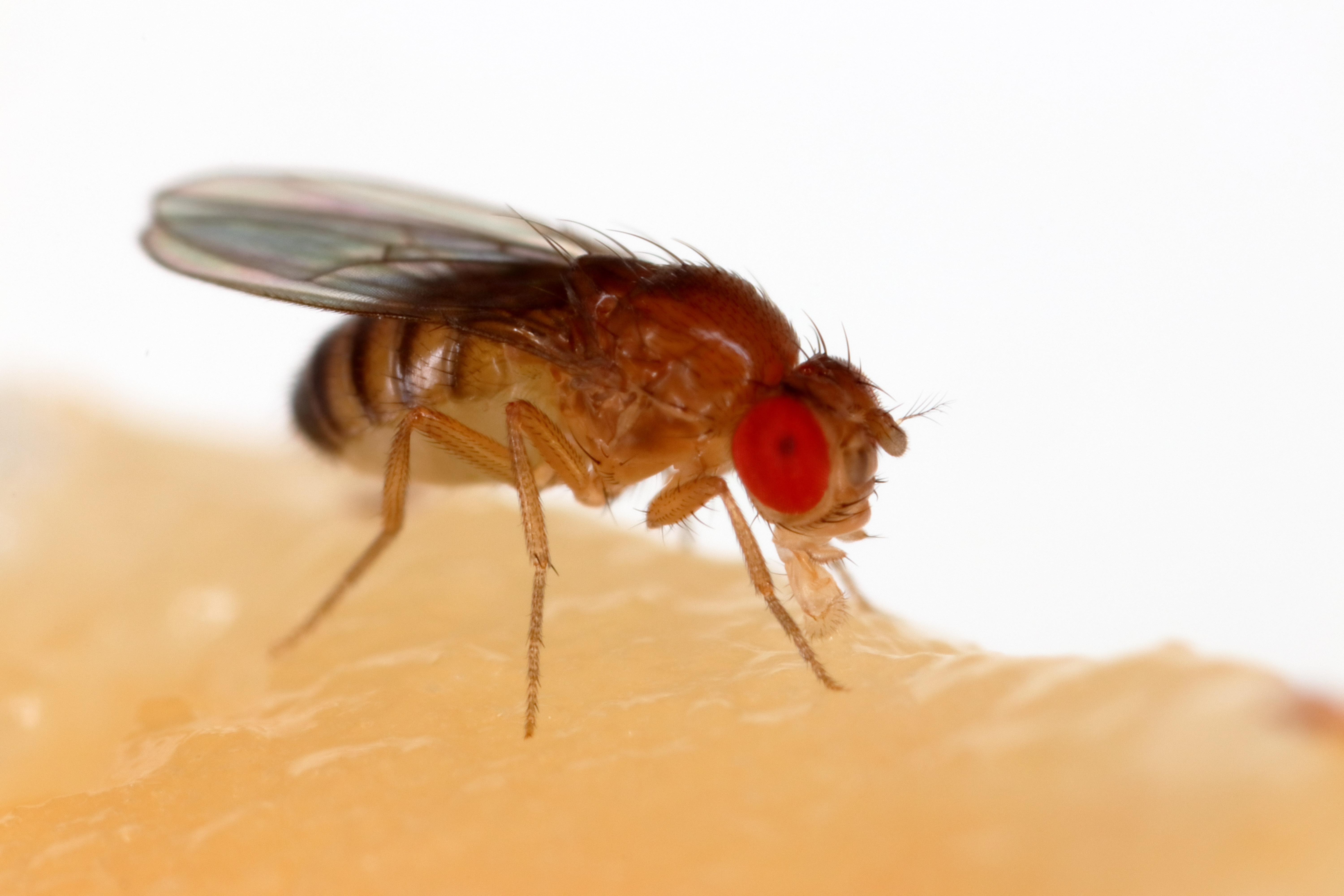
Drosophila melanogaster

En 1944, Wagner aceptó un puesto en el Vassar College de Poughkeepsie, Nueva York, como profesora adjunta de ciencias vegetales. En 1945, se trasladó a Delaware, Ohio, y enseñó botánica en la Universidad Wesleyana de Ohio. El 20 de agosto de 1946 se casó con Sheldon Reed, con quien había mantenido el contacto. Él era entonces profesor asistente en la Universidad de Harvard, enseñando biología. Después de su matrimonio, la pareja vivió en Cambridge, Massachusetts, y ambos trabajaron en Harvard. Comenzaron a colaborar en la investigación en esa época y, a partir de entonces, publicaron trabajos conjuntamente. Su primer proyecto se refería a la especiación de las moscas, que se publicó como Morphological Differences and Problems of Speciation in Drosophila en marzo de 1948. Ese mismo mes, Reed dio a luz a su hija, Catherine. Cuando se publicó el artículo, la familia se había trasladado a Minneapolis (Minnesota), donde Sheldon se había convertido en director del Instituto Dight de Genética Humana de la Universidad de Minnesota en 1947.
Aunque Reed tuvo un despacho en el Instituto Dight de 1947 a 1966, nunca ocupó un puesto académico en el instituto debido a las normas de nepotismo. Su vínculo nominal era con la Universidad de Minnesota. No obstante, siguió trabajando con Sheldon y publicando trabajos sobre genética. Sus dos siguientes trabajos, Natural Selection in Laboratory Populations of Drosophila (1948) y Natural Selection in Laboratory Populations of Drosophila II: Competition between a White Eye Gene and Its Wild Type Allele (1950), se centraron en Drosophila melanogaster y la selección natural. Estos estudios fueron importantes en el desarrollo de nuevos enfoques teóricos y metodológicos, utilizando el análisis estadístico y la comparación de diferencias mínimas, para estudiar el proceso de especiación. Como pionera en los trabajos sobre genética de Drosophila, Reed fue una de las mujeres que contribuyeron a establecer y normalizar los procesos para estudiar la evolución de las especies.
A partir de 1950, los Reed pasaron de estudiar las moscas a la genética humana y publicaron juntos trabajos sobre la discapacidad intelectual. En junio de 1951 nació su hijo William. Muchos de sus trabajos, como un estudio de seguimiento de 1958 de antiguos residentes del cambio de siglo en la Escuela Experimental de Minnesota para Mentes Débiles en Faribault, y un estudio de 1962 sobre la inteligencia, se centraron en las familias e intentaron determinar si ciertos rasgos eran genéticos. Se convirtieron en defensores del asesoramiento genético, estudiando los genes de los padres para determinar el probable origen de los trastornos o enfermedades congénitas de los niños, en un esfuerzo por mitigar y comprender cómo se producían. Su libro conjunto más conocido, que dio a Reed el puesto de autor principal, fue Mental Retardation: A Family Study, publicado en 1965.

### Estudios de la mujer (1950-1992)
Desde 1950, Reed se interesó por escribir sobre las mujeres y estudiar el sexismo en la ciencia. Tras haber sido miembro de Sigma Delta Epsilon, una organización dedicada a fomentar la actividad científica de las mujeres, reconoció que los problemas de autoestima, las obligaciones familiares y la discriminación sexual a la que se enfrentaban eran los principales responsables de que las mujeres abandonaran la profesión. Ese año publicó Productivity and Attitudes of Seventy Scientific Women (Productividad y actitudes de setenta mujeres científicas),que analizaba el impacto del matrimonio y el parto en las carreras científicas. Observó que, de las mujeres de su muestra, cuatro quintas partes, independientemente del estado civil, indicaban que trabajar era una necesidad por motivos económicos. Llegó a la conclusión de que en su grupo de estudio el matrimonio y los hijos eran la principal razón por la que las mujeres abandonaban las carreras científicas. Consciente de las dificultades, Reed intentó animar a los miembros de Sigma Delta Epsilon a seguir trabajando y a conocer sus derechos. Fue una comprometida activista de los derechos de la mujer, partidaria de la Liga Nacional de Acción por el Derecho al Aborto, y formó parte de la junta directiva de Planned Parenthood.
El empuje de las activistas del Movimiento de Liberación de la Mujer en la década de 1970 propició la aparición de los cursos de estudios sobre la mujer. Un papel central del nuevo campo era recuperar las historias de la participación y las contribuciones de las mujeres a la sociedad. En 1992, Reed publicó American Women in Science before the Civil War (Las mujeres americanas en la ciencia antes de la guerra civil), que recuperaba las historias de veintidós científicas americanas que habían publicado antes de la guerra civil.El libro, junto con Ladies in the Laboratory, de Mary R. S. Creese, fue reconocido por Tina Gianquitto, profesora de la Escuela de Minas de Colorado, cuyo trabajo se centra en las científicas del siglo XIX, como una de las dos fuentes que ofrecían amplia información histórica y biográfica sobre las científicas de esa época. El historiador William P. Palmer señaló en 2011 que Reed había sido "la biógrafa más completa de Mary Amelia Swift". En otro capítulo del libro, sobre Eunice Newton Foote, Reed escribió que los experimentos de Foote confirmaron que cuando se sometía a la luz solar, el dióxido de carbono se calentaba más que el aire "demostrando así lo que hoy llamamos efecto invernadero".

### Carrera posterior (1966-1980)
En 1966, Reed fue contratada oficialmente por la Universidad de Minnesota para desarrollar el proyecto de Enseñanza de Ciencias y Matemáticas Minne sota, conocido como Minnemast . El programa estaba financiado por la Fundación Nacional de Ciencias y tenía como objetivo mejorar la enseñanza de las ciencias y las matemáticas para los niños de jardín de infancia y de primaria. Reed trabajó en el proyecto hasta 1970. El proyecto desarrolló veintinueve planes de enseñanza, seis de los cuales fueron creados por Reed. Siguió trabajando en el Instituto Dight y formó parte de la plantilla en la década de 1970, además de ser codirectora de investigación de la Liga de Genética de Minnesota. Impartió cursos en la Universidad de Minnesota y dio cursos sobre las contribuciones de las mujeres a lo largo de la historia en el Departamento de Educación Continua y Extensión de la universidad.

## Muerte y legado
Reed murió el 14 de julio de 1996 en Minneapolis, Minnesota. Su legado en genética quedó oculto y, según la académica Marta Velasco Martín, el registro académico omitió la participación de Reed y otras mujeres científicas en el registro histórico de las primeras investigaciones genéticas. El trabajo de Reed quedó oculto tras el de su marido, más prominente, aunque éste reconoció su colaboración. Esta misma suerte corrieron científicas como Foote, cuya biografía fue "recuperada" por Reed. Foote le había dicho a Elizabeth Cady Stanton en 1868 que el trabajo de las mujeres a menudo solía ser reivindicado por los hombres por razones interesadas. El legado de Reed, junto con el de Natasha Sivertzeva-Dobzhansk y María Monclús, fue recuperado en el artículo Women and Partnership Genealogies in Drosophila Population Genetics, escrito por Velasco Martín en 2020,  para confirmar que las mujeres fueron pioneras en genética, aunque los principales historiadores tendieron a ignorar sus contribuciones.

## Publicaciones Seleccionadas
- Wagner, E.C. (1933). Effects of Certain Insecticides and Inert Materials upon the Transpiration Rate of Bean Plants (Tesis). Columbus (Ohio): Ohio State University. OCLC 65405151.
- Beasley, E. W. (1942). «Effects of Some Chemically Inert Dusts upon the Transpiration Rate of Yellow Coleus Plants». Plant Physiology (Rockville, Maryland: American Society of Plant Biologists) 17 (1): 101-108. ISSN 0032-0889. OCLC 4645244692. PMC 438296. PMID 16653746. doi:10.1104/pp.17.1.101.
- Reed, S. C.; Reed, E. W. (March 1948). «Morphological Differences and Problems of Speciation in Drosophila». Evolution (Lancaster, Pennsylvania: Society for the Study of Evolution) 2 (1): 40-48. ISSN 0014-3820. OCLC 269309298. PMID 18860233. doi:10.1111/j.1558-5646.1948.tb02730.x.
- Reed, S. C.; Reed, E. W. (June 1948). «Natural Selection in Laboratory Populations of Drosophila». Evolution] (Lancaster, Pennsylvania: Society for the Study of Evolution) 2 (2): 176-186. ISSN 0014-3820. OCLC 7352514281. doi:10.1111/j.1558-5646.1948.tb02739.x.
- Reed, S. C.; Reed, E. W. (March 1950). «Natural Selection in Laboratory Populations of Drosophila II: Competition between a White Eye Gene and Its Wild Type Allele». Evolution (Lancaster, Pennsylvania: Society for the Study of Evolution) 4 (1): 34-42. ISSN 0014-3820. OCLC 5551131154.
- Reed, Elizabeth Wagner (January 1950). «Productivity and Attitudes of Seventy Scientific Women». American Scientist (New Haven, Connecticut: Sigma Xi) 38 (1): 132-135. ISSN 0003-0996. OCLC 5551779579.
- Reed, S. C.; Reed, E. W. (1957). «The Relatives of the Mentally Retarded». Human Heredity (Basel, Switzerland: Karger Publishers) 7 (2): 381-382. ISSN 0001-5652. OCLC 7016721043. PMID 13469186. doi:10.1159/000151011.
- Reed, E. W.; Reed, S. C. (1965). Mental Retardation: A Family Study. Philadelphia, Pennsylvania: W.B. Saunders Company. OCLC 794036611.
- Reed, Elizabeth Wagner (January 1971). «Temperature Distribution in Water». The Science Teacher (Arlington, Virginia: National Science Teachers Association) 38 (1): 53. ISSN 0036-8555. OCLC 425372216.
- Reed, Elizabeth Wagner (1992). American Women in Science before the Civil War. Minneapolis, Minnesota: University of Minnesota. OCLC 28126164. Archivado desde el original el 8 de julio de 2016. Consultado el 21 de octubre de 2022.

### Citas
1. 1 2 3 4  Lancaster Eagle-Gazette, 1959, p. 2.
2. 1 2 3  Star Tribune, 1996, p. 12.
3. 1 2 3 4  Lancaster Eagle-Gazette, 1940, p. 4.
4. ↑  Velasco Martín, 2020, p. 292.
5. 1 2 3 4 5 6 7  Velasco Martín, 2020, p. 293.
6. 1 2  Lancaster Eagle-Gazette, 1933a, p. 3.
7. ↑  Lancaster Eagle-Gazette, 1932, p. 6.
8. ↑  Lancaster Eagle-Gazette, 1933b, p. 1.
9. ↑  Lancaster Eagle-Gazette, 1934, p. 8.
10. ↑  Lancaster Eagle-Gazette, 1936, p. 18.
11. ↑  The News & Observer, 1938, p. 5.
12. ↑  Velasco Martín, 2020, pp. 293–294.
13. ↑  Velasco Martín, 2020, p. 294.
14. ↑  Velasco Martín, 2020, pp. 294–295.
15. 1 2 3 4 5 6  Velasco Martín, 2020, p. 295.
16. ↑  Lancaster Eagle-Gazette, 1943, p. 1.
17. ↑  Lancaster Eagle-Gazette, 1944, p. 8.
18. ↑  Lancaster Eagle-Gazette, 1946, p. 3.
19. ↑  James, 1949, p. F1.
20. 1 2 3  Velasco Martín, 2020, p. 296.
21. ↑  Velasco Martín, 2020, pp. 295, 314.
22. ↑  Velasco Martín, 2020, p. 308.
23. ↑  Cohn, 1962, p. 34.
24. ↑  Thomson, 1958, p. 54.
25. 1 2  The Journal Times, 1974, p. 12.
26. ↑  Reed, 1958, p. 56.
27. 1 2  Velasco Martín, 2020, pp. 295–296.
28. ↑  Star Tribune, 1960, p. 12.
29. 1 2  Sheffield, 2004, pp. 88–89.
30. ↑  Velasco Martín, 2020, p. 298.
31. ↑  Reed, 1992, p. 1.
32. ↑  Gianquitto, 2007, p. 182.
33. ↑  Von Glahn, 2013, p. 327.
34. ↑  Palmer, 2011, p. 170.
35. 1 2  Reed, 1992, p. 66.
36. 1 2 3  Sorenson, 2011.
37. ↑  Mandel, 2018.
38. ↑  Brasil, 20.
39. ↑  Sorenson, 2018.
40. ↑  McNeill, 2016.
41. ↑  Hecht, 2020.
42. ↑  Velasco Martín, 2020, p. 297.
43. ↑  Winona Daily News, 1974, p. 30.
44. ↑  Star Tribune, 1976a, p. 5E.
45. ↑  Star Tribune, 1976b, p. 2E.
46. ↑  Velasco Martín, 2020, p. 278.
47. ↑  Reed, 1958, p. 55.
48. ↑  Reed, 1992, pp. 65–68.
49. ↑  Stanton, 1868, p. 226.
50. ↑  Velasco Martín, 2020, pp. 277–278.